# Archevêché orthodoxe de Constantinople

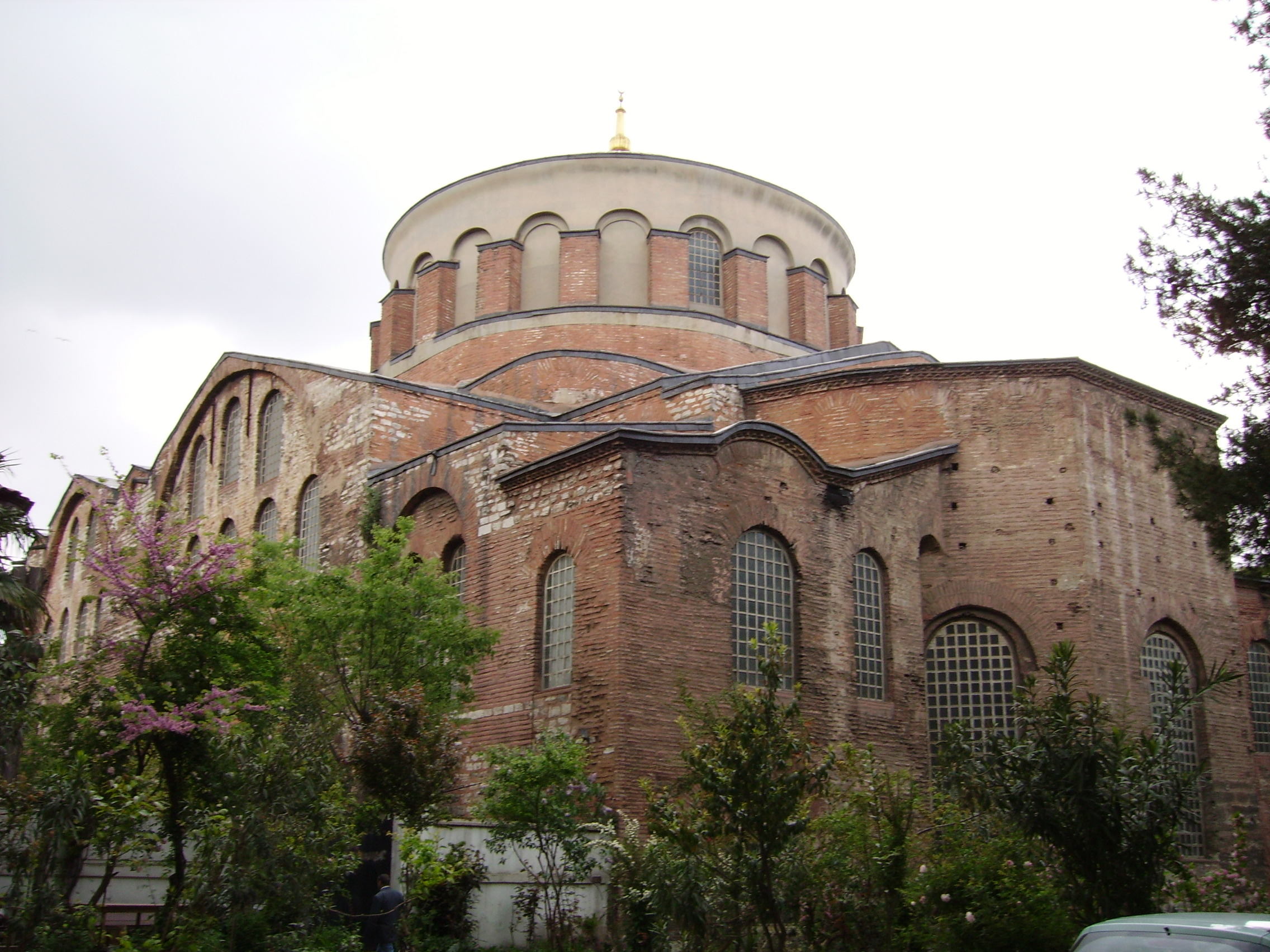
Église Sainte-Irène, ancienne église-siège (entre 272 et 398), aujourd'hui désaffectée

L'archevêché de Constantinople est le premier siège épiscopal du Patriarcat œcuménique de Constantinople. Il est établi au patriarcat (dans le quartier du Phanar à İstanbul en Turquie). L'archevêque est le patriarche œcuménique, il porte le titre d'Archevêque de Constantinople, nouvelle Rome et Patriarche œcuménique.

## Les usages de la titulature en dehors de l'orthodoxie
L'Église latine eut un archevêché et patriarcat de Constantinople de 1204 à 1261. Le titre d'archevêque et patriarche fut ensuite attaché à l'évêché de Nègrepont, en Eubée, jusqu'en 1314. Ce titre fut ensuite donné de façon honorifique à d'éminents archevêques avec pour cathédrale primatiale la basilique Saint-Pierre du Vatican qui n'était pas cathédrale puisque c'est la basilique Saint-Jean du Latran qui est la cathédrale de Rome. À partir de 1948, le titre ne fut plus attribué. En 1964, par égard pour le patriarcat orthodoxe, il fut déclaré supprimé.

## Organisation de l'archevêché
L'archevêché de Constantinople est divisé en cinq districts :
- District de Stavrodromion (Peran)
- District de Tataoula / Tatavla (Kurtuluş)
- District du Bosphore
- District de Hypsomatheia / Ypsomathia (Samatya)
- District du Phanar

## Autres évêchés voisins
Le territoire de la ville d'Istanbul est réparti entre trois autres métropoles orthodoxes qui sont les suivantes :
- Métropole de Chalcédoine (Kadıköy)
- Métropole de la Principonèse (Îles des Princes, Kiziladalar)
- Métropole de Dercon (Büyükdere)

Autre évêché orthodoxe en Turquie :
- Métropole d'Imbros et Ténédos (Gökceada et Bozcaada)

## Cathédrale
L'église Saint-Georges est l'actuelle cathédrale patriarcale.